# تپه پریان
تپه پریان مربوط به دوره ایلخانی است و در شهرستان اسلام‌آباد غرب، بخش حمیل، ۳۰۰ متری جنوب غرب شهر حمیل واقع شده و این اثر در تاریخ ۱۴ اسفند ۱۳۸۵ با شمارهٔ ثبت ۱۷۸۶۰ به‌عنوان یکی از آثار ملی ایران به ثبت رسیده است.